# Corporaciones Autónomas Regionales
Las Corporaciones Autónomas Regionales Medio Ambientales y de Desarrollo Sostenible en Colombia son la primera autoridad ambiental a nivel regional. Son entes corporativos de carácter público, creados por Ley, integrados por las entidades territoriales que por sus características constituyen geográficamente un mismo ecosistema o conforman una unidad geopolítica, biogeográfica o hidrogeográfica, dotados de autonomía administrativa y financiera, patrimonio propio y personería jurídica, encargadas por la Ley de administrar dentro del área de jurisdicción, el medio ambiente y los recursos naturales renovables y propender por su desarrollo sostenible, de conformidad con las disposiciones legales y las políticas del Ministerio de Ambiente y Desarrollo Sostenible.
La ley 99 de 1993 (22 de diciembre), «por la cual se crea el Ministerio del Medio Ambiente, se reordena el Sector Público encargado de la gestión y conservación del medio ambiente y los recursos naturales renovables, se organiza el Sistema Nacional Ambiental, SINA y se dictan otras disposiciones», configura un sistema de gestión ambiental, el «Sistema Nacional Ambiental» (SINA), en el que la autoridad ambiental, en orden ascendente, corresponde a los municipios o distritos, los departamentos, las Corporaciones Autónomas Regionales y el Ministerio del Medio Ambiente
El decreto nacional 141 quería modificar la estructura departamental de las corporaciones autónomas para crear 16 nuevos entes con competencias similares, pero con una cobertura que responda más a la naturaleza de las principales cuencas hidrográficas, un ejemplo sería combatir fenómenos naturales, pero este no pasó de la corte constitucional. ahora lo que se busca, según el ministerio de Ambiente, es fortalecerlas y estar más cerca de las corporaciones.

## Lista de Corporaciones Autónomas Regionales
| Siglas        | Denominación                                                                                           | Jurisdicción | Sede                                             |
| ------------- | --- | --- | ------------------------------------------------ |
| CAM           | Corporación Autónoma Regional del Alto Magdalena                                                       | Departamento del Huila. | Neiva                                            |
| CAR           | Corporación Autónoma Regional de Cundinamarca.                                                         | Bogotá D.C. y los municipios cundinamarqueses de Cajicá, Chía, Cogua, Cota, Funza, Gachancipá, Mosquera, Nemocón, Sibaté, Soacha, Sopó, Tocancipá y Zipaquirá. | Bogotá                                           |
| CARDER        | Corporación Autónoma Regional de Risaralda.                                                            | Departamento de Risaralda | Pereira                                          |
| CARDIQUE      | Corporación Autónoma Regional del Dique.                                                               | Área rural del distrito de Cartagena de Indias y los municipios de las subregiones Norte, Dique y Montes de María, en el departamento de Bolívar. | Cartagena                                        |
| CARSUCRE      | Corporación Autónoma Regional de Sucre.                                                                | Los municipios de las subregiones Morrosquillo, Montes de María y Sabanas del departamento de Sucre. | Sincelejo                                        |
| CAS           | Corporación Autónoma Regional de Santander.                                                            | Departamento de Santander, salvo los municipios que forman parte de la CDMB | San Gil                                          |
| CDA           | Corporación para el Desarrollo Sostenible del Norte y Oriente Amazónico.                               | Departamentos del Vaupés, Guainía y Guaviare. | Inírida                                          |
| CDMB          | Corporación Autónoma Regional de Defensa de la meseta de Bucaramanga.                                  | Municipios de Bucaramanga, California, Charta, Floridablanca, Girón, Lebrija, Matanza, Piedecuesta, Playón, Rionegro, Suratá, Tona y Vetas. | Bucaramanga                                      |
| CODECHOCÓ     | Corporación para el desarrollo sostenible del Chocó                                                    | Departamento del Chocó | Quibdó                                           |
| CORANTIOQUIA  | Corporación Autónoma Regional del Centro de Antioquia                                                  | Departamento de Antioquia, salvo los municipios que forman parte de Corpourabá, Cornare y el AMVA. | Medellín                                         |
| CORMACARENA   | Corporación para el desarrollo sostenible de la Macarena                                               | Departamento del Meta. | Villavicencio                                    |
| CORNARE       | Corporación Autónoma Regional de las cuencas de los ríos Negro y Nare.                                 | Municipios de la subregión Oriente Antioqueño. Además, de los municipios de Puerto Triunfo, San Roque y Santo Domingo en el departamento de Antioquia. | El Santuario                                     |
| CORPOAMAZONÍA | Corporación para el desarrollo sostenible del sur de la Amazonía.                                      | Departamentos del Amazonas, Putumayo y Caquetá. | Mocoa                                            |
| CORPOBOYACA   | Corporación Autónoma Regional de Boyacá.                                                               | Departamento de Boyacá, salvo los municipios que forman parte de la Car, Corporinoquia y Corpochivor. | Tunja                                            |
| CORPOCALDAS   | Corporación Autónoma Regional de Caldas.                                                               | Departamento de Caldas. | Manizales                                        |
| CORPOCESAR    | Corporación Autónoma Regional del Cesar.                                                               | Departamento del Cesar. | Valledupar                                       |
| CORPOCHIVOR   | Corporación Autónoma Regional de Chivor.                                                               | Municipios de las provincias Márquez, Neira y Oriente Boyacense. Además, de los municipios de Campohermoso y Ventaquemada del departamento de Boyacá. | Garagoa                                          |
| CORPOGUAJIRA  | Corporación Autónoma Regional de La Guajira.                                                           | Departamento de La Guajira | Riohacha                                         |
| CORPOGUAVIO   | Corporación Autónoma Regional del Guavio.                                                              | Municipios de Gachalá, Medina, Ubalá, Gama, Junín, Gachetá, Fómeque y Guasca en el departamento de Cundinamarca. | Gachalá                                          |
| CORPAMAG      | Corporación Autónoma Regional del Magdalena.                                                           | Departamento del Magdalena | Santa Marta, Ciénaga, Pivijay, Plato y Santa Ana |
| CORPOMOJANA   | Corporación para el desarrollo sostenible de la Mojana y el San Jorge                                  | Municipios de Majagual, Sucre, Guaranda, San Marcos, San Benito Abad, La Unión y Caimito en el departamento de Sucre. | San Marcos                                       |
| CORPONARIÑO   | Corporación Autónoma Regional de Nariño.                                                               | Departamento de Nariño | Pasto                                            |
| CORPONOR      | Corporación Autónoma Regional de Norte de Santander                                                    | Departamento de Norte de Santander | Cúcuta                                           |
| CORPORINOQUIA | Corporación Autónoma Regional de la Orinoquía                                                          | Comprende los departamentos de Arauca, Vichada, Casanare. Además, de los municipios de Guayabetal, Quetame, Une, Paratebueno, Chipaque, Cáqueza, Fosca, Gutiérrez, Choachí y Ubaque en el departamento de Cundinamarca y Pajarito, Paya, Pisba Labranzagrande y Cubará en el departamento de Boyacá. | Yopal                                            |
| CORPOURABA    | Corporación para el desarrollo sostenible del Urabá                                                    | Municipios de la subregión Urabá antioqueño. Además, de los municipios de Mutatá, Uramita, Dabeiba, Frontino, Peque, Cañasgordas, Abriaquí, Giraldo y Urrao en el departamento de Antioquia. | Apartadó                                         |
| CORTOLIMA     | Corporación Autónoma Regional del Tolima.                                                              | Departamento del Tolima | Ibagué, Lérida, Chaparral, Melgar, Purificación. |
| CRA           | Corporación Autónoma Regional del Atlántico.                                                           | Departamento del Atlántico. | Barranquilla                                     |
| CRC           | Corporación Autónoma Regional del Cauca.                                                               | Departamento del Cauca. | Popayán                                          |
| CRQ           | Corporación Autónoma Regional del Quindío.                                                             | Departamento del Quindío. | Armenia                                          |
| CSB           | Corporación Autónoma Regional del Sur de Bolívar.                                                      | Municipios de las subregiones Isla de Mompós, La Mojana, Loba y Magdalena Medio del departamento de Bolívar. | Magangué                                         |
| CVC           | Corporación Autónoma Regional del Valle del Cauca.                                                     | Departamento del Valle del Cauca. | Santiago de Cali                                 |
| CVS           | Corporación Autónoma Regional de los valles del Sinú y San Jorge.                                      | Departamento de Córdoba. | Montería                                         |
| CORALINA      | Corporación para el Desarrollo Sostenible del Archipiélago de San Andrés, Providencia y Santa Catalina | Departamento de San Andrés y Providencia | San Andrés isla                                  |